# Tabla de lavar

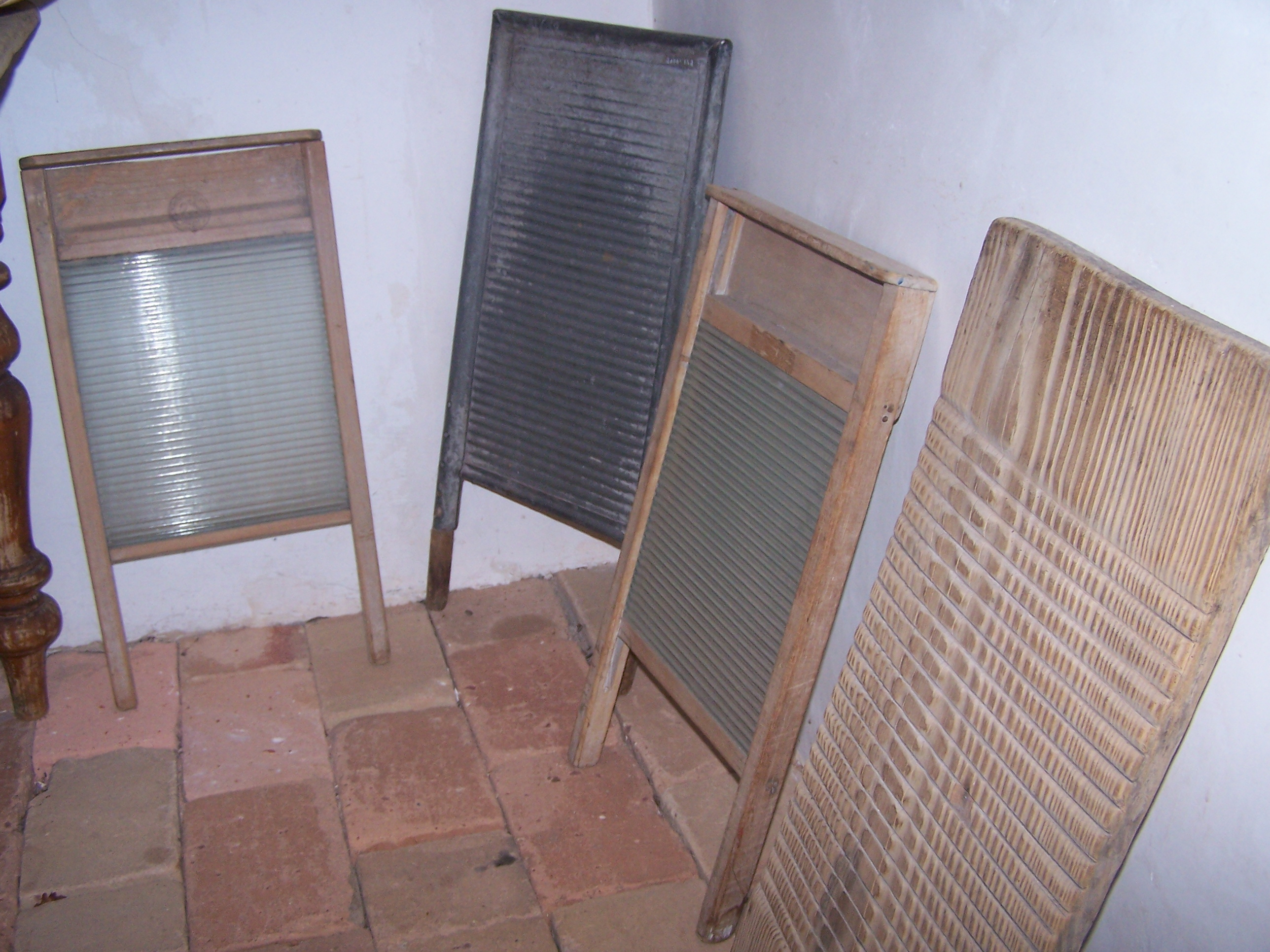
Diferentes tipos de tablas de lavar

La tabla de lavar es una herramienta diseñada para lavar ropa a mano. La tabla de lavar tradicional usualmente se construía con una tabla de madera en cuya superficie se realizaban una serie de relieves o corrugaciones para frotar la ropa enjabonada. Otros modelos partían de un marco de madera rectangular en el cual se montaban estos relieves que bien podían ser también de madera o de otro material como metal o cristal.
Aunque el desarrollo de las lavadoras han convertido las tablas de lavar en un objeto arcaico en los países desarrollados, todavía sigue siendo un utensilio ampliamente utilizado para limpiar la ropa en zonas rurales sin electrificación ni agua corriente de diversas zonas del mundo. Así mismo, el personal militar a menudo usa tablas de lavar para lavar la ropa cuando no existen instalaciones de lavandería locales.

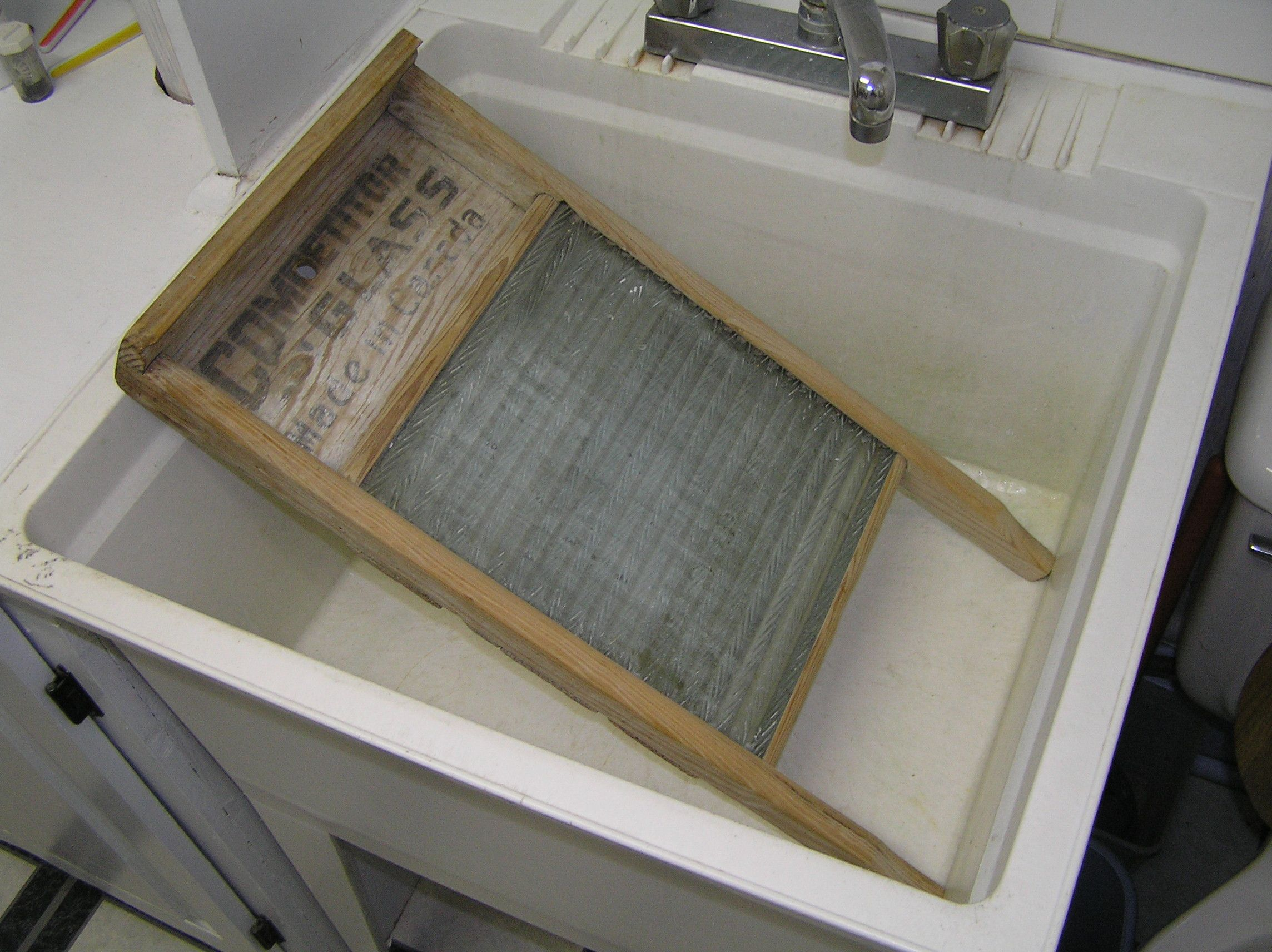
Tabla de lavar con superficie de cristal

## Instrumento musical

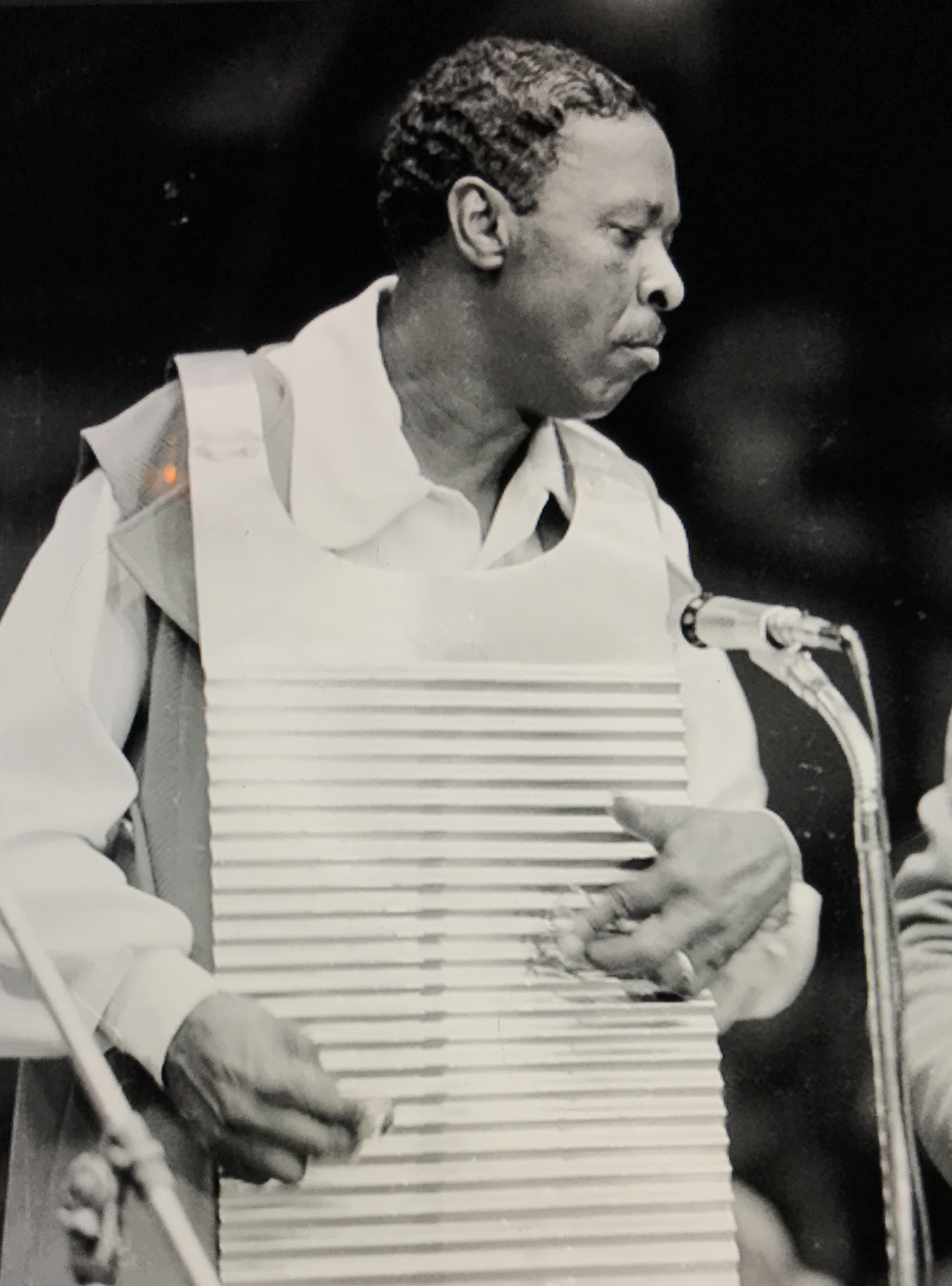
El músico Cleveland Chenier con su tabla de lavar tipo "frottoir"

También se utiliza como un instrumento musical percusivo de tipo idiófono. Su adaptación para tocar hace de este uno de los pocos instrumentos musicales inventados en Estados Unidos, siendo el diseño más conocido el Zydeco Frottoir (Zydeco Rubboard), ideado por Clifton Chenier y fabricado por Willie Landry en 1946. El intérprete utiliza dedales en todos sus dedos, y con ellos frota, golpea o rasca el instrumento.
Se utiliza en diversos estilos de música tradicional americana: blues, jazz tradicional, zydeco, cajún y folk estadounidenses.
El modelo más desarrollado, metálico y que se cuelga del cuello, se denomina rubboard. Algunos intérpretes de washboard obtuvieron bastante renombre, como Bull City Red, Washboard Sam, Washboard Willie... Hoy en día se sigue utilizando por algunos grupos, como la banda francesa de blues, Sweet Mama.
Las tablas de lavar también figuran en el repertorio de instrumentos del grupo humorístico musical argentino Les Luthiers, que las han utilizado en varios de sus espectáculos.